# Kritikusok Hete
A Kritikusok Hete (hivatalos nevén: Kritika Nemzetközi Hete, franciául: Semaine Internationale de la Critique – SIC) a cannes-i fesztivál hivatalos válogatásával párhuzamosan tartott filmes rendezvény, melyet a fesztivál szervezőbizottságától független külső szervezet, a Francia Filmkritikusok Szervezete (Syndicat français de la critique de cinéma) szervez meg egy hét időtartamban, a fesztivál ideje alatt. Az 1962-ben létrehozott, a legrégebbi párhuzamos szekciónak tekinthető nemzetközi jellegű válogatás elsődleges célja fiatal tehetségek, első- és másodfilmes rendezők felkutatása és támogatása. Kezdetben csak hét nagyjátékfilmet, ma már hét nagyjátékfilmet és hét rövidfilmet versenyeztet, esetenként versenyen kívüli filmeket is vetítenek.

## Díjai
A Kritikusok Hete szekció díjait szponzorok támogatásával osztja ki, ezért elnevezésük rendre változik. Két fő csoportra oszthatók: a rendezvény zsűrije által kiosztott díjak, valamint a partnerszervezetek díjai. Ezen felül az elsőfilmes alkotók nagyjátékfilmjei részt vesznek az Arany kameráért folyó versenyben.

### Nagyjátékfilmek

#### A zsűri díjai
- Kritikusok Hetének Nagydíja (Grand Prix de la Semaine internationale de la critique):  a rendezvény fődíja, melyet a rendezvény filmkritikusokból és filmes szakírókból álló zsűrije ítél oda a válogatás legjobb nagyjátékfilmjének. A díjat a Nespresso kávégyártó cég szponzorálja, ezért 2011 óta az elnevezése Nespresso Nagydíj. A díjon felül a film rendezőjét a támogató cég pénzjutalomban részesíti (2018-ban 15 000 euró);
- A Felfedés Louis Roederer Alapítvány Díja (Prix Fondation Louis Roederer de la Révélation) az alapítvány által szponzorált, 2018 óta kiosztott díj, melyet a rendezvény zsűrije ítél oda a szekcióban bemutatott nagyjátékfilmek egyik ígéretes tehetségű színészének (2018-ban 5000 euró);
- Arany Kamera (Caméra d’Or): a hivatalos válogatás, valamint a párhuzamos rendezvények összes szekciójának legjobb elsőfilmes alkotása kaphatja meg..

#### Partnerszervezetek díjai
- A Gan Alapítvány Terjesztési Díja (Prix Fondation Gan à la Diffusion): A Groupama biztosító csoport filmes alapítványa, a Fondation Gan ítéli meg egy első- vagy másodfilmes alkotás forgalmazójának, hogy segítse a film promócióját (2018-ban bruttó 20 000 euró);
- SACD-díj (Prix SACD): a francia Drámaírók és Zeneszerzők Szövetsége (Société des auteurs et compositeurs dramatiques – SACD) igazgatótanácsának filmes tagjai javaslatára ítélik oda a válogatás egyik nagyjátékfilmje rendezőjének (2018-ban 5000 euró).

### Rövidfilmek
- A Rövidfilm Felfedezés Díja (Prix Découvert du Court-Métrage) 2016-tól a Leica Cine által szponzorált díja a legjobb rövidfilmnek (2018-ban 4000 euró).[2]
- Canal+ Díj (Prix Canal+): a Canal+ televíziós csatorna által 1992 óta szponzorált díj. Az elismert rövid- vagy középhosszú film (60 percig) jogait a csatorna megvásárolja sugárzásra. (Régebbi elnevezése: Rövidfilm Nagydíja.)

### Régebbi díjak
- Felfedés Díja (Prix Révélation): a France 4 közszolgálati televízió által szponzorált díj volt 2017-ig, melyet a rendezvény zsűrije ítélt oda a legjobb első filmnek.
- ACID-díj (Prix ACID): Független Filmforgalmazó Ügynökség (Agence du Cinéma Indépendant pour sa Diffusion – ACID) ítélte oda. Az ügynökség segítette az elismerésben részesített film forgalmazását.
- Fiatal Kritikusok OFAJ-díja (Prix OFAJ de la (toute) Jeune Critique): a Francia-német Ifjúsági Hivatal (Office franco-allemand pour la Jeunesse – OFAJ) által szponzorált elismerés, melyet francia és német középiskolásokból álló (egészen) fiatal kritikusok ítéltek oda.
- Arany Sín (Rail d’Or): 1995-től néhány éven át ítélte oda filmkedvelő vasutasok csoportja, amely részt vesz a válogatás vetítésein.
- Fiatal Tekintetek Díja (Prix Regards Jeunes): hét fiatal európai filmkedvelőből összeállított Ifjak Zsűrije ítélte oda a fesztivál két párhuzamos rendezvényén (Kritikusok Hete és Filmkészítők Kéthete) vetített filmek egyikének.

## Megjegyzés
1. ↑  Les prix de la Semaine de la Critique en 2018 (francia nyelven). Semaine de la Critique, 2018. [2018. május 17-i dátummal az eredetiből archiválva]. (Hozzáférés: 2018. május 17.)
2. ↑  Régebben a Kodak, majd a Sony Corporation multinacionális vállalat CineAlta termékcsaládja szponzorálásával osztották ki.